# Чан Хо Сун
Чан Хо Сун (нар. 29 червня 1988) — південнокорейська борчиня вільного стилю, бронзова призерка чемпіонату Азії.

## Життєпис
Боротьбою почала займатися з 2003 року. У 2006 році стала бронзовою призеркою чемпіонату Азії серед юніорів.
Виступала за спортивний клуб вищої школи «Lila Computer», Сеул. Тренер — Чон Хьон Йо.

## Спортивні результати на міжнародних змаганнях

### Виступи на Чемпіонатах Азії
| Змагання                       | Збірна         | Вагова категорія          | Місце  |
| ------------------------------ | -------------- | ------------------------- | ------ |
| Чемпіонат Азії з боротьби 2007 | Південна Корея | жіноча боротьба, до 48 кг | Бронза |

### Виступи на Універсіадах
| Змагання               | Збірна         | Вагова категорія          | Місце |
| ---------------------- | -------------- | ------------------------- | ----- |
| Літня Універсіада 2013 | Південна Корея | жіноча боротьба, до 48 кг | 13    |

### Виступи на змаганнях молодших вікових груп
| Змагання                                      | Збірна         | Вагова категорія          | Місце  |
| --------------------------------------------- | -------------- | ------------------------- | ------ |
| Чемпіонат Азії з боротьби серед юніорів 2006  | Південна Корея | жіноча боротьба, до 44 кг | Бронза |
| Чемпіонат світу з боротьби серед юніорів 2006 | Південна Корея | жіноча боротьба, до 44 кг | 7      |